# Барі-аш-Шаркі (нохія)
Барі-аш-Шаркі (араб. ناحية بري الشرقي) — нохія у Сирії, що входить до складу району Саламія провінції Хама. Адміністративний центр — м. Барі-аш-Шаркі.
| Сирія | Це незавершена стаття з географії Сирії. Ви можете допомогти проєкту, виправивши або дописавши її. |